# 西日暮里ブルース
西日暮里ブルース（にしにっぽりブルース）は、1999年5月8日から2012年3月30日までフジテレビ公式サイト内コンテンツ「少年タケシ」に連載されていたピョコタン製作のデジタルコミック（Flash作品）である。2007年11月にDVDが発売された。

## 登場人物
ピョコタン
作者であるピョコタンの分身。本名は横尾和慶。日本カミノケ工業株式会社社員。将来の夢は横綱の痔持ち。水色のサンバイザーがトレードマークで、黄色いSEXのロゴがはいった水色のトレーナーと丸眼鏡を着用している。設定年齢は製作時期によって変動している為、定かではない。一人で（あるいはまーくんと共に）意味不明な行動を頻繁に行っており、それが話の出発点になっている事が多い。まーくんはときどき性器を露出する癖があるが、彼は性器露出の一線を越えた事が無い（時々越えそうにはなる）。いい歳なのにうんこを漏らしてしまったことがあったり、一度顔だけ美化してしまったことがある。警官に注意されたことはあるが、逮捕されたことは1回もない。ほとんど全話出演しているが、第185話では最後に登場しただけで、全く出番がなかった。
まーくん
第53話から登場。本名福山まさはる。血液型はB型。8月24日生まれの乙女座。ブリーフ一丁の風貌が特徴的な少年。作者によると下っ端的な存在として登場させているだけでモデルはいないとのこと。髪はカツラ（日本カミノケ工業製の980円）。ブリーフを着用しているが、トランクス派であり、ブリーフの下にトランクスを着用している。ピョコタンの友人でよく二人で意味不明な行動を行っている。野比のび太よりもバカで、時折ピョコタンから陰謀の標的としてひどい目に遭わされる事があるが、基本的に仲は良いらしい（ただし復讐もたくらんでいたことがある）。一度ピョコタンの策謀にかかり、一度死んで地獄に堕ちたことがある。基本的に素直な性格だが第90話頃から少し怒りっぽくなっており、顔を真っ赤にして激昂し、子供とは思えない過激な暴言を吐く事もしばしば。漫画家志望らしく、愛沢マモルというキャラクターを制作し自身の漫画に登場させている。しかし、絵はお世辞にも上手いとは言えない。たまに両親が登場するが母親は一度も顔を出した事がなく、初めて父親が顔を出した際は全く似ておらずピョコタンにクオリティが低いとバカにされている。ロッテファン。6回逮捕されている。また、詐欺に引っ掛かりやすい。
まーくんの守護霊
第149話から登場。まーくんを危険から守る高齢男性の姿をした霊。ピョコタンとも仲が良く遊ぶのに夢中でまーくんが放ったらかしになる事もある。
PLAYボタン（初代）
第1話から第97話までのPLAYボタン。ヤクザの指に付けている。まーくんを車にするなど暴虐ぶりを示すが、まーくんがトイレでうんこをした時に一緒に流されてしまった。その為、第100話でヤクザと初代PLAYボタンの葬式を執り行ったが、途中で面倒になって代わりに祝100回のお祝いをしていた。
PLAYボタン（二代目）
第98話から登場。犬の様な風貌で眼鏡をかけており、腹に「PLAY」の文字が書いてある。時給60円で14人の子供が居る大家族のパパである。PLAYボタンとしての仕事だけで家族を養う事は難しいらしく、カフェの店員や工事現場の作業者など複数のアルバイトを掛け持ちしている。第199話で急死し、第200話では葬儀が行われた。
PLAYボタン（三代目）
第199話で二代目PLAYボタンが倒れた際に、担ぎ込まれた先の先生として登場。第200話から、PLAYボタンとして登場する。初登場時はピョコタンやまーくんと同じくらいの背丈だったが、第224話から小さくなっている。
ミーコ
まーくんのパンツとカツラを横取りするネコ。まーくんのカツラを乗り物にすることもある。

## 内容・逸話
- 少年タケシ内で連載されていたデジタルコミックでは長寿作品となっていた[28]。2009年で連載10周年を迎えた。
- 作風は比較的ブラックユーモアや下ネタ、不条理ネタなどが中心。背景は写真（作者近辺の写真が多いと思われる、一度だけ日本国外の写真が使われた事がある）で登場人物などはイラストで書かれている。声は作者が自分の声を録音、加工して登場人物に割り当てていると自身サイト内の掲示板（現在は閉鎖）で語っている。
- 一部の登場人物（第6話のピカチュウの着ぐるみを着た変質者など）は作者自身がコスプレして登場している。作者の公式サイトでは過去の話がバックナンバーとして公開されており、諸事情により掲載出来ずお蔵入りになった話も公開されている。なお、DVDに収録された話は発売と同時に公開されていない。
- 2007年11月に発売されたDVD版では、特典映像として収録時間の長い大長編や作者ピョコタンへの質問コーナーなどが収録されている。
- 毎週及び隔週での連載だったが228話以降は不定期での連載となり、少年タケシが2012年3月30日をもって更新休止したことで232話を最後に連載を終了した。

## 関連作品
- DVD少年タケシ タケシコミックス 「西日暮里ブルース」第1巻（リバプール）